# 1012 км (пост)
1012 кіломе́тр — залізничний пасажирський пост Луганської дирекції Донецької залізниці.
Розташований на колишньому розгалуженні на Сімейкине-Нове та на Сімейкине, Сорокинський район, Луганської області на лінії Кіндрашівська-Нова — Довжанська між станціями Сімейкине-Нове (1 км) та Ізотове (34 км).
Через військову агресію Росії на сході України транспортне сполучення припинене. Лінія не діюча з 2007 року. Лінію в майбутньому передбачено демонтувати.